# Omar Hariri
Omar Mokhtar El-Hariri (1944 – Al Bayda', 2 de novembro de 2015) foi ministro de Assuntos Militares do Conselho Nacional de Transição (CNT) no início da Guerra Civil Líbia, tendo sido substituído por Jalal al-Digheily (ou Jalal al-Dogheily)
Pertence a Tribo Farjan, que é baseada principalmente no oeste da Líbia, mas que também tem considerável presença na região de Sirte.
Quando era um jovem oficial do exército tornou-se amigo próximo Muammar Gaddafi, e, em 1969, foi um dos militares que liderou o movimento que depôs o Rei Idris.
Em 1975, era o Secretário-Geral do Gabinete Revolucionário que governava a Líbia, mas decidiu organizar uma conspiração para derrubar Muammar Gaddafi, que fracassou. Cerca de 300 pessoas foram presas acusadas de participar daquela conspiração, quatro das quais morreram em decorrência dos interrogatórios e 21 foram condenadas à morte, incluindo Hariri, que passou 15 anos na prisão aguardando a execução, dois quais, quatro anos e meio em confinamento solitário, até que em 1990 foi colocado sob prisão domiciliar em Tobruk.